# Суд Линча
Суд Ли́нча (линчева́ние, англ. lynching, the Lynch law) — убийство человека, подозреваемого в преступлении или нарушении общественных обычаев, без суда и следствия, обычно толпой. 
«Суд Линча» особенно практиковался в США в отношении темнокожих людей после Гражданской войны. Считается, что последний случай суда Линча в США над темнокожим американцем произошёл в 1981 году в городе Мобил (Алабама) в отношении Майкла Дональда.
После десятилетий политических споров в США на федеральном уровне 29 марта 2022 года законом, одобренным обеими палатами Конгресса США, линчевание было признано отдельным уголовным преступлением и квалифицировано как преступление на почве ненависти.
Согласно данным Университета Таскиги, с 1882 по 1968 год в США линчевали 4743 человека, в том числе 3446 чёрных и 1297 белых.
В 2020 году количество преступлений на почве национальной ненависти в США достигло наивысшего показателя в десятилетии —  7759, что было на 6 % выше, чем годом ранее и превысило предыдущий пик 2008 года.

## История

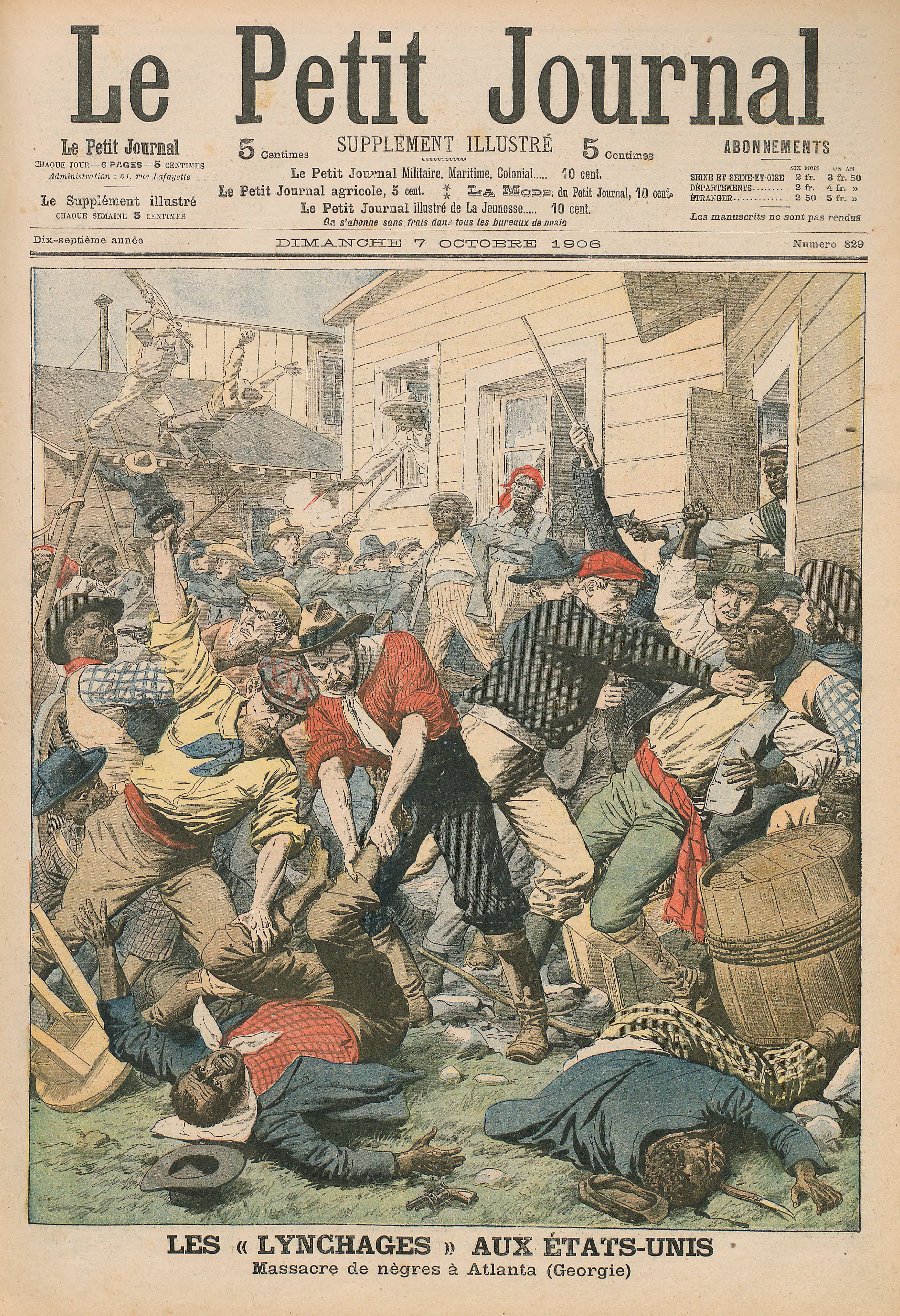
Иллюстрация из журнала Le Petit Journal

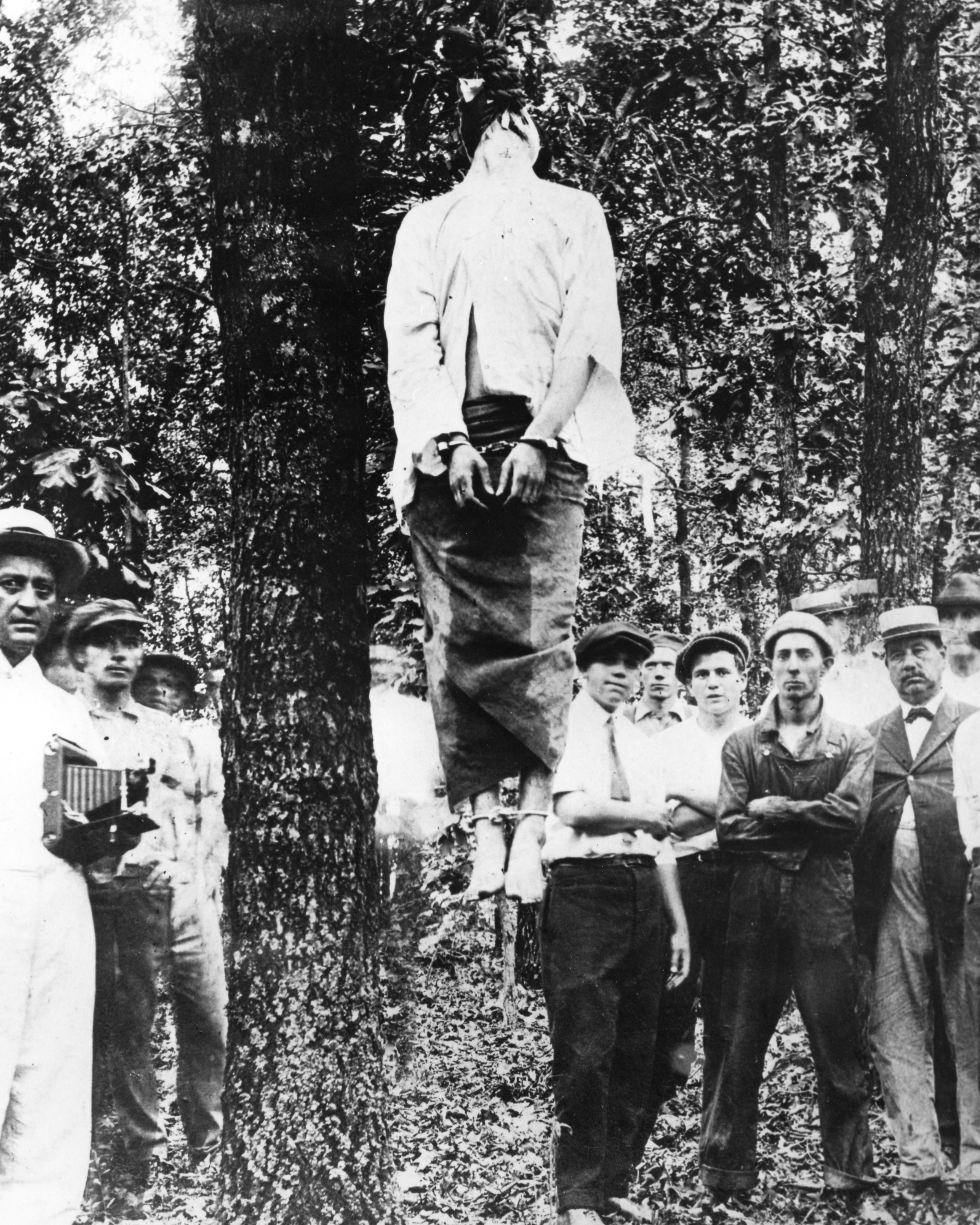
Линчевание Лео Франка в 1915 году

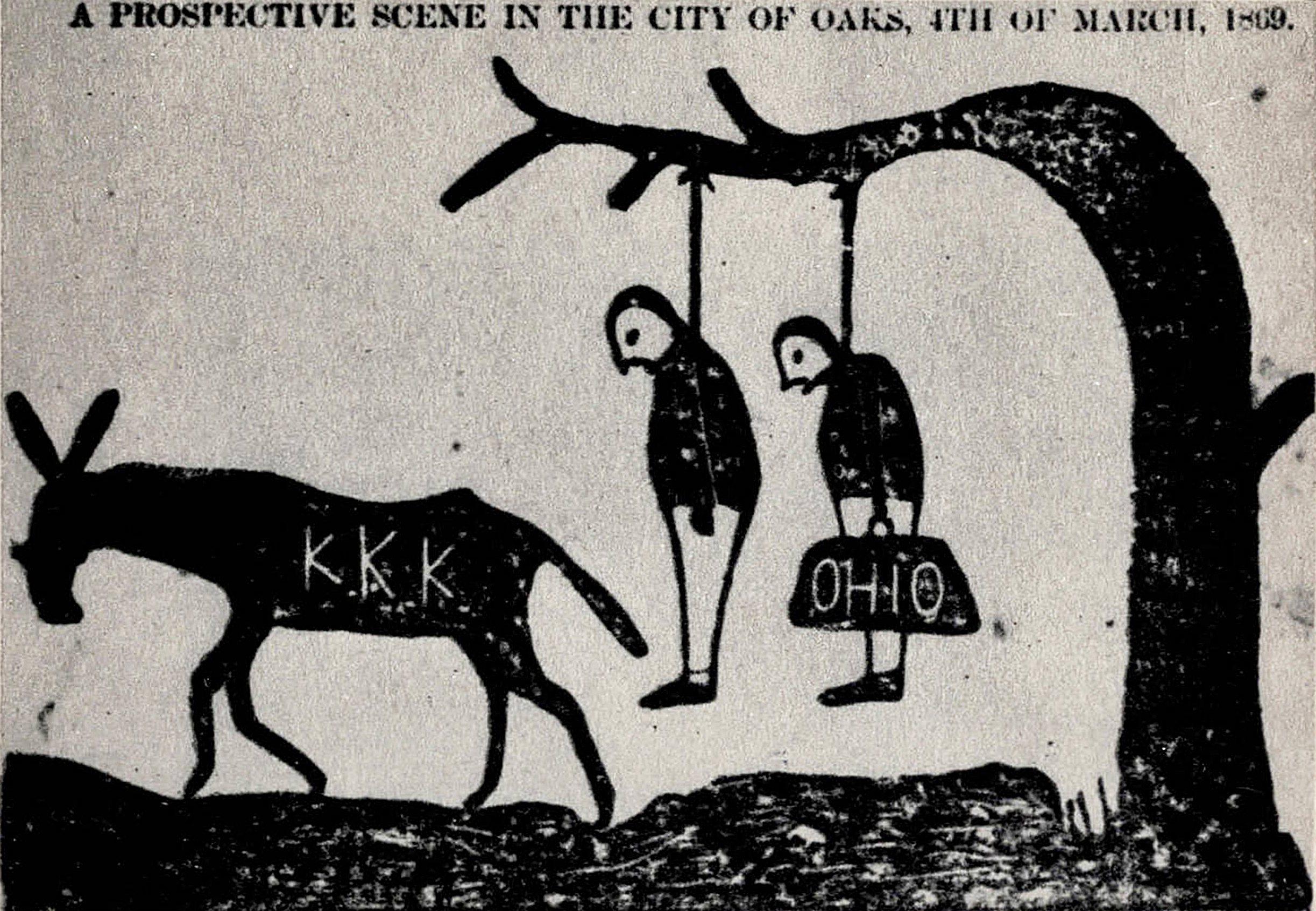
Карикатура в алабамской газете, угрожающая северянам-карпетбеггерам виселицей. 1868 год. Осёл, символ Демократической партии, несёт на себе аббревиатуру Ку-Клукс-Клана

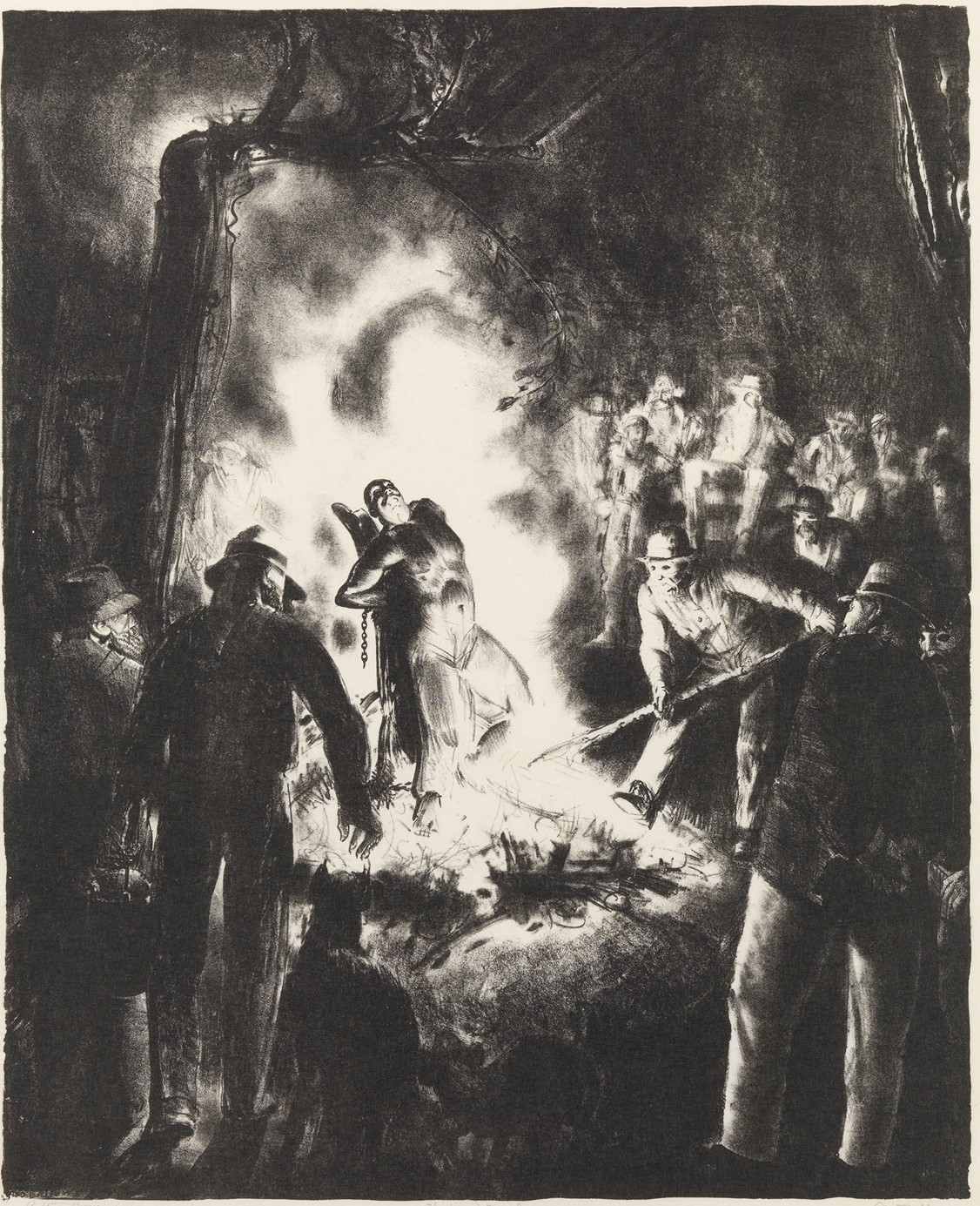
литография The Law Is Too Slow американского художника Джорджа Беллоуза, ставшая одним из символов, предотвративших превращение линчевания в проблему государственного масштаба в США

По одной из версий, суд Линча получил название в честь американского судьи Чарльза Линча, практиковавшего линчевание во время Войны за независимость. По другой — от фамилии капитана Уильяма Линча, который ввёл в Пенсильвании «закон Линча» о бессудных телесных наказаниях — но не смертной казни — в 1780 году.

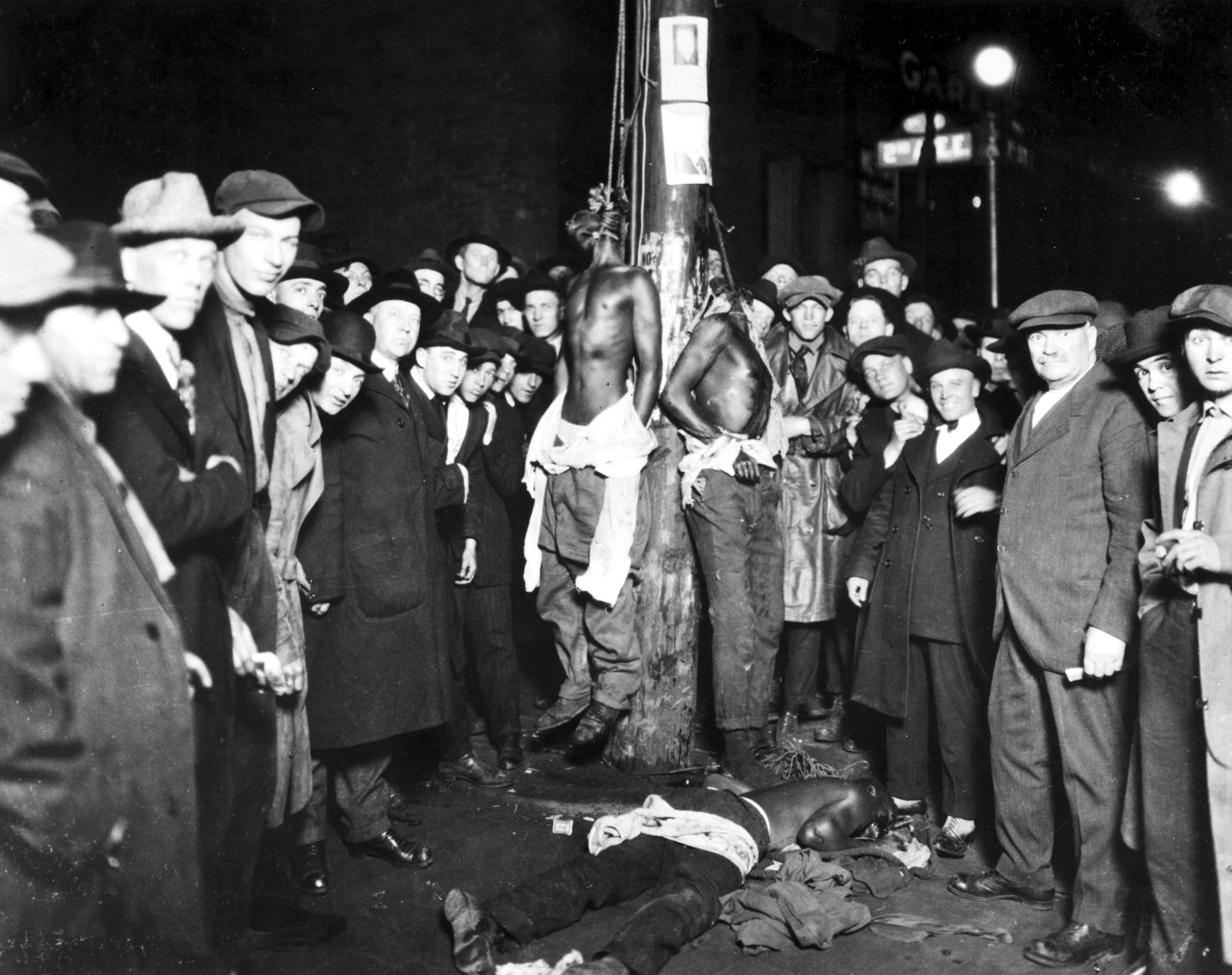
Линчевание трёх афроамериканцев в Дулуте, Миннесота, в 1920 году. Открытка

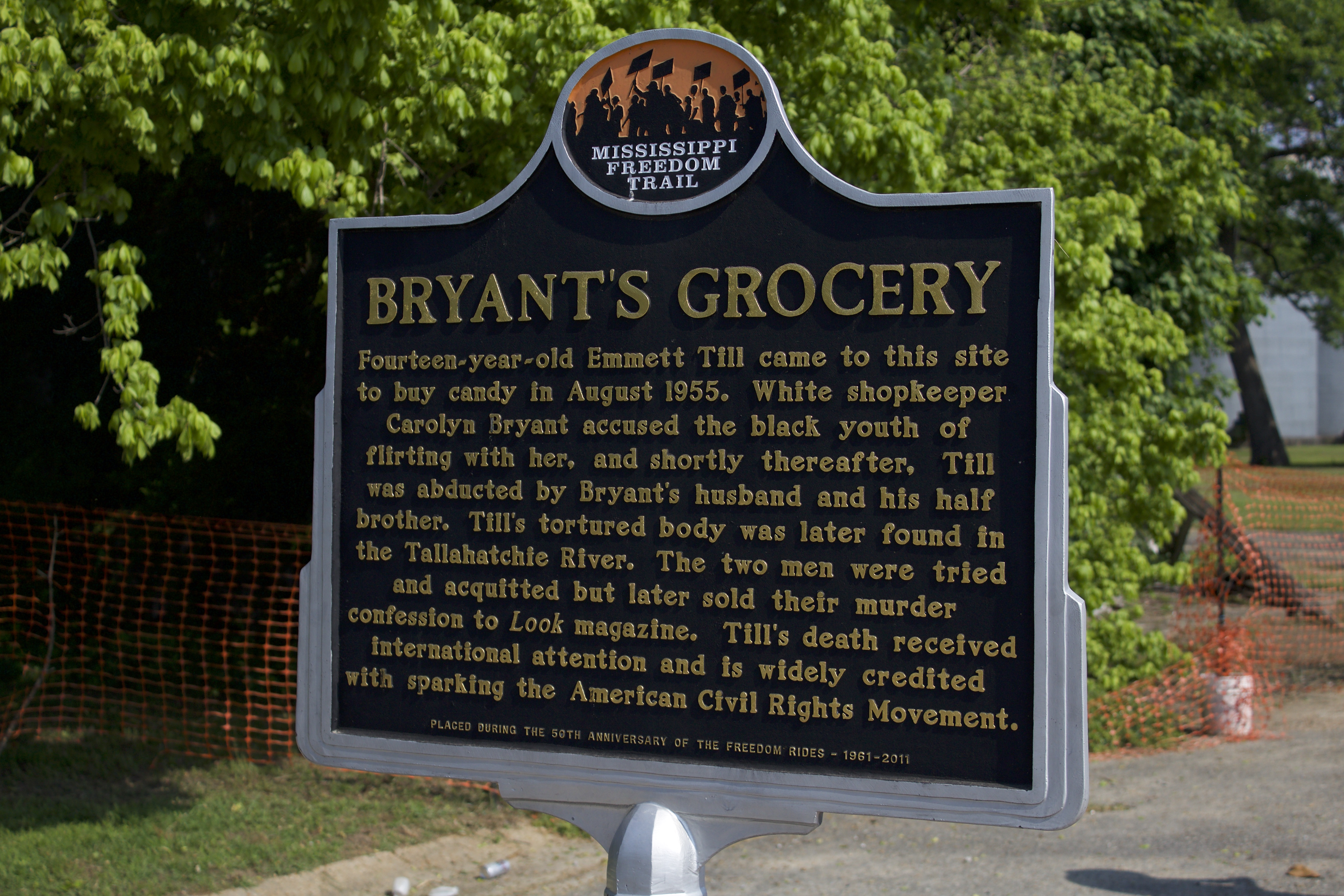
Памятная табличка в Миссисипи, рассказывающая о смерти Эмметта Тилла

Действия судьи Чарльза Линча (в отличие от Уильяма Линча), во-первых, не носили выраженного расового подтекста, а во-вторых, им предшествовало обязательное рассмотрение существа дела судьёй лично, без участия обвинения и защиты. В целом, действия Чарльза Линча были направлены на поддержание общественного порядка в условиях общественно-политической нестабильности и, по сути, являлись упрощённым правосудием военного времени, с той лишь разницей, что вердикт выносился гражданским судьёй.
Бессудное убийство распространено в обществах всех времён и народов, однако и сам термин, и суд Линча как особое общественное явление, параллельное формальному правосудию, сложились в США в XIX веке и в первой половине XX века. 85 % американских случаев суда Линча пришлось на южные штаты.
Возникновение суда Линча, как систематической практики, надо относить к концу 1860-х, когда после поражения в Гражданской войне Юг США подвергся военной оккупации Севера; земли подвергались массовой скупке со стороны карпетбеггеров, а чернокожее население, объявленное в ходе войны совершенно свободным от рабства, мстило своим бывшим хозяевам. Для борьбы с северными оккупантами и, особенно, освободившимися неграми была учреждена тайная организация Ку-Клукс-Клан, члены которой широко практиковали бессудные убийства. Этот (так называемый Первый) Ку-Клукс-Клан был решительно разгромлен федеральным правительством в 1870-е, но террор против негров не прекратился. На смену рабству пришла сегрегация, закреплённая законодательно (т. н. Законы Джима Кроу), а также неписаный этикет, который должны были соблюдать негры. За совершение преступлений против общего закона (убийство, грабёж, изнасилование белых), законов Джима Кроу или неписаных правил поведения негр мог подвергнуться линчеванию. Линчеванию подвергались и участники забастовок, негры-фермеры и другие лица, угрожавшие экономическим интересам белого большинства. Пик количества линчеваний пришёлся на 1892 год (151 жертва), новые всплески — на 1910-е годы; тогда же был учреждён второй Ку-Клукс-Клан, воспетый Дэвидом Гриффитом в фильме «Рождение нации».
Наряду с неграми, но приблизительно в три раза реже, линчеванию подвергались и белые американцы, а также другие меньшинства, прежде всего итальянцы (по подозрению в сотрудничестве с мафией), евреи (известность получило линчевание еврея Лео Франка в 1915 году), англоязычные католики. Всего в Соединённых Штатах в период с 1882 по 1968 год, но, главным образом, между 1882 и 1920 годами, линчеванию подверглись примерно 3500 чёрных и 1300 белых.
Линчевание осуществлялось обычно через повешение, однако могло сопровождаться пытками или сожжением на костре. Более мягким наказанием было предание обвиняемого позору, для чего его обмазывали дёгтем, вываливали в перьях, сажали верхом на бревно и в таком виде проносили через весь город. После этого осуждённый получал свободу, но из города обычно изгонялся. Нередко в суде Линча участвовали не просто неорганизованные толпы, а законные судьи, мэры небольших городов, шерифы; о месте и времени линчевания сообщалось заранее, как при законной казни, туда являлись фотографы, иногда устраивались шоу, как в цирке.
Несмотря на бессудность расправы, тем не менее, линчеватели старались подражать работе официального суда. Т. М. Рид писал:
Судебное разбирательство кончилось, теперь оставалось вынести приговор. Даже у судьи Линча была своя процедура.
Когда верёвку закрепили, один из мужчин — это был работорговец — подошёл ко мне и в подражание судье огласил обвинение и приговор.
Я нарушил закон, совершив два тягчайших преступления: украл двух рабов и покушался на жизнь своего ближнего. Присяжные, в числе двенадцати человек, рассмотрев обвинение, признали меня виновным и приговаривают меня к смерти через повешение. Он даже в точности повторил принятую в судопроизводстве формулу: меня «повесят за шею, пока я не буду мёртв — мёртв!»
В 1900-е в моду вошли открытки с изображением повешенных негров, рядом с которыми позируют весёлые и смеющиеся участники суда Линча; они посылали их своим родственникам с комментариями вроде «Мама, это я слева». Федеральное правительство запретило такого рода почтовую продукцию в 1908, но она нелегально печаталась и циркулировала до 1930-х.
Хотя суды Линча часто осуждались федеральным правительством (особенно Республиканской партией), никакого законного противодействия этим акциям, фактически, не предпринималось: власти южных штатов и округов, как правило, состояли из лиц, видевших в линчевании освящённую традицией самооборону от многочисленных бесчинств негров. Были случаи, когда оправданного законным судом и выходящего из зала суда негра толпа тут же волокла вешать, и судья этому не препятствовал. В первой половине XX века случаи осуждения участников линчеваний единичны.

## Борьба с линчеванием в США
Закон о борьбе с линчеванием был впервые представлен Конгрессу США в 1900 году. Однако, понадобилось более века и 200 слушаний, чтобы окончательно принять этот закон против преступлений на почве ненависти.
Борьбу с линчеванием, под давлением общественного мнения (которое чётко выразила знаменитая песня Билли Холидей «Strange Fruit») начали президенты-демократы, Ф. Д. Рузвельт (который в 1936 не решился ещё принять жёстких законов против линчевания, боясь потерять поддержку южных избирателей) и, особенно, Г. Трумэн. После Второй мировой войны линчевания стали совершенно единичной практикой, обычно связанной с частным террором групп, вроде Ку-Клукс-Клана, и каждый раз подлежащей расследованию.
В американском обществе исчезла моральная поддержка этой практики. Уничтожение законов Джима Кроу и уравнение чернокожих в правах при президентах Д. Кеннеди и Л. Джонсоне лишили массовые акции против афроамериканцев правовой поддержки. 
28 августа 1955 года, за якобы неприличное поведение, расцененное как приставание к белой женщине, был зверски убит афроамериканский 14-летний мальчик Эмметт Луи Тилл. Это  стало фактором расширения движения за гражданские права чернокожих в США, поскольку убийцы, привлеченные к ответственности, были оправданы присяжными и, впоследствии, так и не были осуждены.  Убийство получило резонанс в печати, после чего Конгресс принял Закон о гражданских правах 1957 года и он разрешил Министерству юстиции США вмешиваться в местные правоохранительные вопросы, когда отдельные гражданские права были скомпрометированы. 
29 марта 2022 года в США на федеральном уровне был одобрен закон, признающий линчевание отдельным уголовным преступлением и квалифицирующий его как преступление на почве ненависти. Законопроект был принят Сенатом единогласно, а Палатой представителей 422 голосами при 3 голосах против. Продвигавшая законопроект вице-президент США Камала Харрис заявила: «Самосуд — это не пережиток прошлого. В нашей стране до сих пор происходят акты расового террора. И когда они это сделают, мы все должны иметь мужество, чтобы назвать их имена и привлечь виновных к ответственности».